# Cryptopone butteli
Cryptopone butteli é uma espécie de formiga do gênero Cryptopone, pertencente à subfamília Ponerinae.